# 17831 Юссері
17831 Юссері (17831 Ussery) — астероїд головного поясу, відкритий 20 квітня 1998 року.
Тіссеранів параметр щодо Юпітера — 3,373.